# Обсерваторія в Банській Бистриці
Обсерваторія в Банській Бистриці (словац. Hvezdáreň v Banskej Bystrici) - культурно-освітній заклад в Словаччині, який займається популяризацією астрономії та інших природничих і технічних наук серед широкої громадськості. З 2005 року є частиною обсерваторії та планетарію Максиміліана Гелла в Ж'ярі-над-Гроном.

## Обсерваторія і діяльність
Верхній купол обсерваторії містить головний телескоп Celestron 1400 XLT, нижній - телескоп Куде з рефрактором 150/2250. В обсерваторії проводяться спостереження Сонця, затемнень Місяця і Сонця, метеорів, міжпланетної речовини, незвичайних метеорологічних явищ та астрофотографія. Працівники обсерваторії також беруть участь у міжнародних експедиціях.

## Історія
Перші метеорологічні та астрономічні спостереження в Банській Бистриці були проведені в 1855 році, коли фізик і астрофізик Кароль Зенгер заснував тут метеорологічну станцію. Перший астрономічний гурток був заснований у 1946 році в гімназії Андрея Сладковича. З 1952 по 1972 рік у місті працював другий астрономічний гурток на народному підприємстві Смречина. Третій гурток був заснований у 1972 році в приміщенні Вищої педагогічної школи. Його метою було створення Народної обсерваторії. У 1956 році пропагандист науки - педагог Франтішек Лонгауер, секретар гуртка, запропонував використати для будівництва обсерваторії напівзруйновану сторожову вежу. Сторожова вежа була побудована в 1584 році на пагорбі над Банською Бистрицею і виконувала оборонну функцію під час набігів Османської імперії. Реконструкція почалася в 1958 році.
Народна обсерваторія в Банській Бистриці була офіційно утворена 1 січня 1961 року, а 2 травня того ж року відбулось її офіційне відкриття. Двоє робітників поступово готували операцію під спостереженням. Перші 10 років свого існування вона мала крайське підпорядкування, але безпосередньо керував нею окружний національний комітет (тобто комітет дрібнішої адміністративно-територіальної одиниці). У 1971 році обсерваторія перейшла під управляння крайського національного комітету Середньословацького краю. Поступово обсерваторія обладнала нові приміщення - аудиторію, аудіовізуальний клас, бібліотеку. У 1991 році обсерваторія була передана Міністерству культури. У 1995 році було розпочато будівництво другого купола телескопа. У 1999 році обсерваторія знову стала крайською обсерваторією, вона належала крайському офісу Банської Бистриці разом з обсерваторією в Римавській Соботі та з Крайською обсерваторією та планетарієм Максиміліана Гелла в Ж'ярі-над-Гроном. У 2002 році обсерваторія була передана Банскобистрицькому самоврядному краю. В 2005 році обсерваторія в Банській Бистриці і обсерваторія в Римавській Соботі стали частиною Крайської обсерваторії та планетарію Максиміліана Хелла в Жіар-над-Гроном.